# Плант, Сэди
Сэди Плант (англ. Sadie Plant; род. 1 января 1964, Бирмингем, Великобритания) — британский философ, теоретик культуры, автор книг Zeroes + Ones : Digital Women and the New Technoculture (1997, Doubleday) и Writing on Drugs (1999, Faber and Faber).

## Образование
Получила PhD степень по философии в Манчестерском университете в 1989 году и впоследствии преподавала в Университете Бирмингемского университета (ранее Центр современных культурологических исследований), прежде чем перейти к созданию Исследовательской группы по кибернетической культуре с коллегой Ником Лэндом в Университете Уорвика, где она была преподавателем. Её первоначальные исследования были связаны с Ситуационистским Интернационалом. Позже перешла к исследованиям социального и политического потенциала кибер-технологии. Её книги в 1990-х годах оказали большое влияние на развитие киберфеминизма.

## Карьера
Сэди Плант покинула университет в Уорвике в 1997 году, чтобы писать полный рабочий день. Она опубликовала культурную историю употребления наркотиков и контроля над наркотиками, отчёт о социальных последствиях мобильных телефонов, а также статьи в таких разнообразных изданиях, таких как Financial Times, Wired, Blueprint, Dazed and Confused.

### На русском языке
- Плант Сэди. Итак, ситуационизм. Неприкосновенный запас 2012
- Плант Сэди. Бинарность пола, бинарность кода. Syg ma
- Плант Сэди. Информационная война в эпоху опасных веществ. Syg ma